# Břeclavi járás

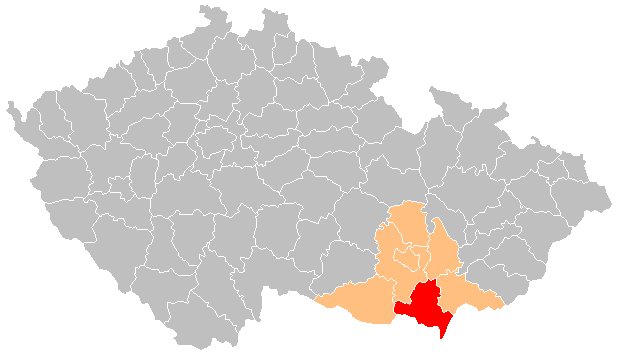
A Břeclavi járás

A Břeclavi járás (csehül: Okres Břeclav) közigazgatási egység Csehország Dél-morvaországi kerületében. Székhelye Břeclav. Lakosainak száma 115 703 fő (2009). Területe 1038,25 km².

## Városai, mezővárosai és községei
A városok félkövér, a mezővárosok dőlt, a községek álló betűkkel szerepelnek a felsorolásban.
Bavory •
Boleradice •
Bořetice •
Borkovany •
Břeclav •
Březí •
Brod nad Dyjí •
Brumovice •
Bulhary •
Diváky •
Dobré Pole •
Dolní Dunajovice •
Dolní Věstonice •
Drnholec •
Hlohovec •
Horní Bojanovice •
Horní Věstonice •
Hrušky •
Hustopeče •
Jevišovka •
Kašnice •
Klentnice •
Klobouky u Brna •
Kobylí •
Kostice •
Křepice •
Krumvíř •
Kurdějov •
Ladná •
Lanžhot •
Lednice •
Mikulov •
Milovice •
Moravská Nová Ves •
Moravský Žižkov •
Morkůvky •
Němčičky •
Nikolčice •
Novosedly •
Nový Přerov •
Pavlov •
Perná •
Podivín •
Popice •
Pouzdřany •
Přítluky •
Rakvice •
Šakvice •
Sedlec •
Šitbořice •
Starovice •
Starovičky •
Strachotín •
Tvrdonice •
Týnec •
Uherčice •
Valtice •
Velké Bílovice •
Velké Hostěrádky •
Velké Němčice •
Velké Pavlovice •
Vrbice •
Zaječí

## Fordítás
- Ez a szócikk részben vagy egészben  a   Břeclav District című angol Wikipédia-szócikk ezen változatának fordításán alapul.  Az eredeti cikk szerkesztőit annak laptörténete sorolja fel. Ez a jelzés csupán a megfogalmazás eredetét és a szerzői jogokat jelzi, nem szolgál a cikkben szereplő információk forrásmegjelöléseként.
- Ez a szócikk részben vagy egészben  az   Okres Břeclav című cseh Wikipédia-szócikk ezen változatának fordításán alapul.  Az eredeti cikk szerkesztőit annak laptörténete sorolja fel. Ez a jelzés csupán a megfogalmazás eredetét és a szerzői jogokat jelzi, nem szolgál a cikkben szereplő információk forrásmegjelöléseként.